# Tangkil (Kemalang)
Tangkil is een bestuurslaag in het regentschap Klaten van de provincie Midden-Java, Indonesië. Tangkil telt 2673 inwoners (volkstelling 2010).